# Crazy Horse (musikgrupp)
Crazy Horse är ett amerikanskt rockband bildat i slutet av 1960-talet. Bandet är framförallt känt för sitt samarbete med Neil Young, men har även släppt ett antal album på egen hand.

## Historia
Crazy Horse bildades 1969 och bestod då av Danny Whitten på gitarr, Billy Talbot på bas och Ralph Molina på trummor. De tre hade tidigare utgjort kärnan i bandet The Rockets, som släppte sitt enda album The Rockets 1968, liksom i föregångaren Danny & the Memories. Neil Young hade sedan han lämnat Buffalo Springfield vid några tillfällen jammat med The Rockets och bad Whitten, Talbot och Molina att ackompanjera honom på albumet Everybody Knows This Is Nowhere. Albumet släpptes i maj 1969 under namnet Neil Young and Crazy Horse och innehöll bland annat låten "Running Dry (Requiem for The Rockets)", med syftning på det tidigare bandnamnet. 
1971 släppte bandet sitt första egna album, med titeln Crazy Horse. De hade nu utökats med gitarristen Nils Lofgren och keyboardisten Jack Nitzsche, som även producerade. Dessa två lämnade dock gruppen kort därefter. Här ingår Danny Whittens ballad "I don't want to talk about it"  som covrats av bland annat Rod Stewart och Everything but the girl. Whitten lämnade bandet 1972 till följd av drogproblem. Om Whittens missbruk handlar låten "The Needle and the Damage Done" av Neil Young. Talbot och Molina värvade nya medlemmar och släppte två album i januari respektive oktober 1972. I november samma år dog Whitten av en överdos heroin. 
1975 släpptes nästa album tillsammans med Young, Zuma. Man hade nu tagit in Frank "Poncho" Sampedro som ersättare för Whitten. Bortsett från en period i slutet av 80-talet har Sampedro blivit kvar i gruppen sedan dess. 1978 släppte bandet sitt fjärde album, Crazy Moon, med Neil Young som gäst på några av spåren. Året efter spelade de på Youngs album Rust Never Sleeps och Live Rust. Under 80-talet spelade man ganska sporadiskt med Young då denne utforskade nya musikstilar och Crazy Horse inte riktigt passade in. Bandet medverkade på två av hans skivor,  Re-ac-tor (1981) och Life (1987). Under 80-talet bytte Young skivbolag, från Reprise till Geffen. Högste chefen, David Geffen, stämde Young efter ett tag eftersom han inte gjorde skivor som var tillräckligt "Neil Young". Under den här perioden gjorde Young elektroniska plattor, rockabilly, country och storbandrythm and blues. Young vann tvisten mot Geffen och bytte sedan tillbaka till sitt gamla skivbolag, Reprise. 1988 släppte Crazy Horse sitt femte och hittills sista egna album med nyinspelat material, Left for Dead. 1990 återförenades bandet med Young och släppte Ragged Glory, vilket följdes av livealbumet Weld ett år senare. Under 2000-talet har man släppt tre skivor med Neil Young, Greendale (2003), Americana (2012) och Psychedelic Pill (2012).

## Bandmedlemmar

### Nuvarande medlemmar
- Billy Talbot – basgitarr, sång  (1968– )
- Ralph Molina – trummor, sång (1968– )
- Nils Lofgren – gitarr, keyboard, sång (1970–1971, 1973, 2018– )

### Tidigare medlemmar som spelade med Neil Young & Crazy Horse
- Danny Whitten – gitarr, sång (1968–1971; död 1972)
- Jack Nitzsche – keyboard, sång (1970–1971; död 2000)
- Frank "Poncho" Sampedro – gitarr, mandolin, keyboard, sång (1975–1988, 1990-2001, 2003–2014)

### Andra tidigare medlemmar
- George Whitsell – gitarr, sång (1971–1972)
- Greg Leroy – gitarr, sång (1971–1972, 1978)
- John Blanton – keyboard, munspel, cello, sång (1971–1972)
- Rick Curtis – gitarr, banjo, sång (1972)
- Michael Curtis – keyboard, gitarr, mandolin, sång (1972, 1978)
- Sonny Mone – gitarr, sång (1989)
- Matt Piucci – gitarr, sång (1989)

### Andra bidragande musiker
- Leon Whitsell – gitarr
- Bobby Notkoff – fiol

## Diskografi

### Crazy Horse
- 1971 – Crazy Horse
- 1972 – Loose
- 1972 – At Crooked Lake
- 1978 – Crazy Moon
- 1989 – Left for Dead
- 2005 – Gone Dead Train: Best of Crazy Horse
- 2005 – Scratchy: The Complete Reprise Recordings

### Neil Young & Crazy Horse
- 1969 – Everybody Knows This Is Nowhere
- 1975 – Zuma
- 1979 – Rust Never Sleeps
- 1979 – Live Rust
- 1981 – Re-ac-tor
- 1987 – Life
- 1990 – Ragged Glory
- 1991 – Weld
- 1994 – Sleeps with Angels
- 1996 – Broken Arrow
- 1997 – Year of the Horse
- 2003 – Greendale
- 2006 – Live at the Fillmore East
- 2012 – Americana
- 2012 – Psychedelic Pill'[2]
- 2019 – Colorado